# Micho Mosulišvili
Micho Mosulišvili (v gruzínštině: მიხო მოსულიშვილი; 10. prosince 1962 Tbilisi) je gruzínský dramatik a romanopisec.

## Život
Micho Mosulišvili absolvoval v roce 1986 Geologickou fakultu Tbiliské státní univerzity. Poté pracoval jako geolog a jako novinář v různých novinách, publikoval několik gruzínských příběhů, románů a her, a přeložil tři romány Borise Akunina. Jeho hry byly provedeny v Gruzii v divadlech, v televizi a rádiu. Některá jeho díla byla přeložena do lotyštiny, angličtiny, němčiny, arménštiny a ruštiny. Jeho hlavní díla jsou Létání bez sudu a biografický román Važa Pšavela.

## Dílo

### Knihy
- Moje červenka, vydavatelství Glosa, 2015
- Laudakia Caucasia, vydavatelství Ustari, 2014
- Ursa Major (historie hor s prologu a epilogu)[1], vydavatelství Saunje, 2013 – román
- Řeka duše, vydavatelství Intelekti, 2012
- Odnikud nikam, vydavatelství Saunje, 2012
- Helessa, vydavatelství Ustari, 2012 – román
- Kámen milosti, vydavatelství Siesta, 2011
- Važa Pšavela[2], vydavatelství Pegasi, 2011 – román
- Téměř Picasso a trochu Bosch, zprava, vydavatelství Saari, 2010
- Labutě pod sněhem, vydavatelství Saari, 2004
- Bendela, vydavatelství Saari, 2003 – román
- Létání bez sudu, vydavatelství Bakur Sulakauri, 2001; vydavatelství Gumbati, 2011 – román
- Rytíř nevčasného času, vydavatelství Bestseller, 1999 – román
- Prostor ve svislém, vydavatelství Merani, 1997
- Fresky v měsíčném dnu[3], vydavatelství Merani, 1990
- Lesní muž, Ministerstvo kultury Collegium, 1988

### Dramata
- Laudakia Caucasia[4], 2013
- Moje červenka, 2012
- Važa Pšavela nebo když Neznámý, 2012
- Vánoční husa s kdoulemi, 2010
- Brouk Kaphra a domácí myš, 2010
- Tanec s mrtvými[5], 2005
- Bílá armáda, 1997
- Hranice osudu, 1995
- Lesní muž, 1988